# أغنو
أغنو (بالفرنسية: Haguenau)‏ هي بلدية تقع في إقليم الراين الأسفل من منطقة ألزاس في شمال شرق فرنسا. تبلغ مساحة هذه المدينة 182.59 (كم²)، وترتفع عن سطح البحر 150 م، يبلغ عدد سكانها 34891 نسمة حسب إحصاء المعهد الوطني للإحصاء والدراسات الاقتصادية سنة 2009 م. وترأس Claude Sturni البلدية خلال فترة (2008 - 2014).

## توأمة
لهاغويناو اتفاقيات توأمة مع:
- لانداو إن در بفالتس

## أعلام
- ألبرت غيمريتش
- سيباستيان لوب
- ألبانو أوليفيتي
- جوزيف تييري
- ليو ويسترمان

## وصلات خارجية
- صفحة البلدية على موقع المعهد الوطني للإحصاء والدراسات الاقتصادية (بالفرنسية)